# Sporting Club de Tunis
L'Sporting Club de Tunis fou un club de futbol tunisià de la ciutat de Tunis. Va ser fundat el 1906.

## Palmarès
- Lliga tunisiana de futbol[3]
  - 1926, 1928

- Copa tunisiana de futbol[4]
  - 1926, 1938